# 만초니역
만초니-무세오 델라 리베라치오네 역(이탈리아어: Manzoni - Museo della Liberazione, 보통 간단하게 '만초니' (Manzoni)라고도 함)은 로마 지하철 A선의 역 중 하나로, 1980년부터 영업을 시작했다. 만초니 대로, 에마누엘레 필리베르토 가, 산 퀸티노 가의 교차점 밑에 위치해 있다.

## 시설
만초니 역에는 다음과 같은 시설이 있다.
- 매표소
- 에스컬레이터
- 장애인 전용 탑승시설
- 엘리베이터
- 역 감시카메라 (CCTV)

## 역 근처
- 단테 광장 (Piazza Dante)
- 만초니 대로 (Viale Manzoni)
- 비아 타소의 무세오 스토리코 델라 리베라치오네 (Museo Storico della Liberazione, 해방 역사 박물관)

## 보수 공사
이 역은 2006년 1월부터 2007년 10월까지 에스컬레이터, 전기, 안전 및 통신 시스템을 업그레이드하는 광범위한 보수 공사를 진행했다. 공사 기간 동안 고고학적 유물이 발견되어 공사가 지연되었다. 재개통 이후, 이 역은 원래의 만초니 역에서 만초니-무세오 델라 리베라치오네 역으로 개명했다.